# 骆驼蓬科
骆驼蓬科共包括2属5-7种，分布在北温带地区，在北美洲墨西哥东部也有部分种类。中国有3种，分布在西北和北方部分地区。
本科植物为多年生草本或亚灌木，叶互生，撕裂状，有毛或无毛，托叶刺毛状；花大，白色，单生，花瓣5；果实为球形蒴果，种子可以作为红色染料。
1981年的克朗奎斯特分类法将其列在蒺藜科内，1998年根据基因亲缘关系分类的APG 分类法认为应该单独分为一个科，但可以选择性地和也是新分出来的白刺科合并，2003年经过修订的APG II 分类法认为这两科也可以选择性地和旱霸王科合并。